# Everöds landskommun
Everöds landskommun var en tidigare kommun i dåvarande Kristianstads län.

## Administrativ historik
När 1862 års kommunalförordningar började gälla inrättades över hela landet cirka 2 400 landskommuner, de flesta bestående av en socken. Därutöver fanns 89 städer och 8 köpingar, som då blev egna kommuner.
Denna kommun bildades i Everöds socken i Gärds härad i Skåne.
Vid kommunreformen 1952 bildade den storkommun genom att de tidigare kommunerna Lyngsjö och Östra Sönnarslöv gick upp i Everöd.
År 1971 gick hela området upp i Kristianstads kommun.
Kommunkoden 1952-1970 var 1111.

### Kyrklig tillhörighet
I kyrkligt hänseende tillhörde kommunen Everöds församling. Den 1 januari 1952 tillkom Lyngsjö församling och Östra Sönnarslövs församling. Dessa gick samman 2000 att bilda Everödsbygdens församling.

## Geografi
Everöds landskommun omfattade den 1 januari 1952 en areal av 100,97 km², varav 100,15 km² land.

### Tätorter i kommunen 1960
| Tätort           | Folkmängd |
| ---------------- | --------- |
| Everöd           | 836       |
| Östra Sönnarslöv | 369       |

Tätortsgraden i kommunen var den 1 november 1960 57,0 procent.

## Politik

### Mandatfördelning i valen 1938-1966
| 11 | 9 |

| 20 |

| 11 | 9 |

| 19 |

| 12 | 8 |

| 18 |

| 17 | 4 | 7 | 2 |

| 28 |

| 16 | 3 | 7 | 4 |

| 27 |

| 15 | 4 | 6 | 5 |

| 27 |

| 16 | 4 | 6 | 4 |

| 27 |

| 15 | 5 | 5 |  | 4 |

| 26 |